# Fajina

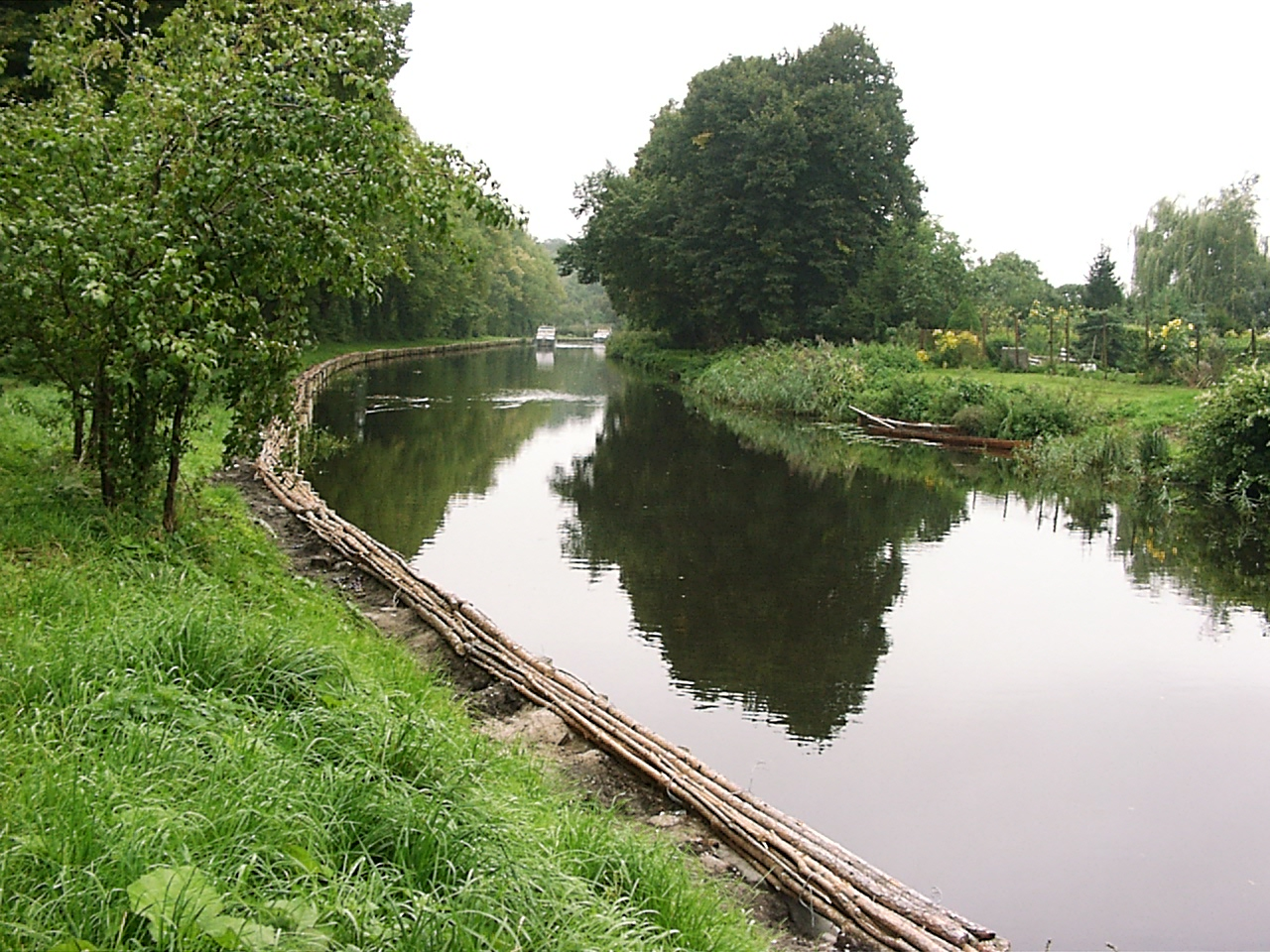
Canal de Templin, Alemania. Los costados están reforzados con haces de empalizada.

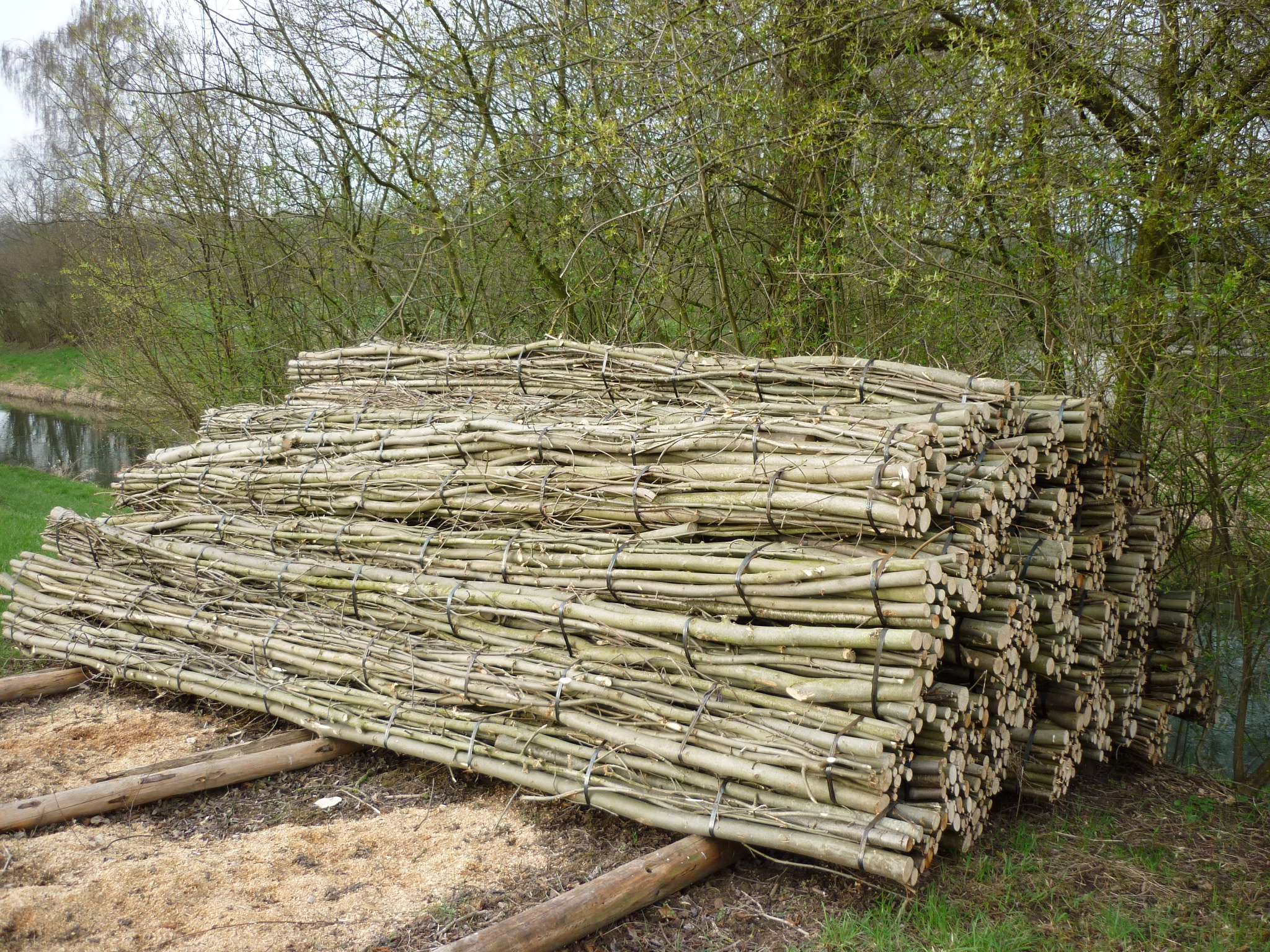
Clásicos haces de ramas, utilizados en toda clase de obras contra la erosión

Una fajina es un haz de ramas utilizado en la guerra con el fin de trazar obras; cegar fosos; construir atrincheramientos, parapetos y espaldones; y formar diques y puentes sobre balsas para dar continuidad a las comunicaciones y realizar otra multitud de trabajos de ataque y defensa. 
En ingeniería militar, a menudo se usan para crear caminos para el paso de tanques y otros vehículos sobre zanjas, canales u otros terrenos irregulares.
También sirven para proteger las orillas de las corrientes de la erosión, o para estabilizar terrenos pantanosos. Su longitud depende de la que tengan las ramas que se arrancan o cortan de los árboles y su grosor es proporcionado a la obra en que se emplea. Para construirla, se atan las ramas a unos 30 cm de distancia de ambos extremos. Así mismo, se construyen otras fajinas más cortas y de menos diámetro para seguir el contorno de las obras.
Se llama fajina embreada o incendiaria a la compuesta de ramas muy secas y empapadas después de brea, alquitrán u otras mezclas inflamables, la cual encendida se arroja sobre los fosos y brechas para alejar a los sitiadores, para alumbrar las obras, quemar construcciones de madera o ramaje, etc.

## Etimología
El término fascina procede del latín fascis a través del italiano fascina. Con el mismo origen existe la palabra fascine, utilizada tanto en francés como en inglés. Una expresión equivalente es un haz de empalizada, un conjunto de elementos lineales como ramas o troncos (o incluso tuberías en ciertos casos) empaquetados paralelamente mediante algún tipo de ligadura, utilizado para reforzar una estructura de tierra o tender un camino a través de terrenos desiguales o húmedos.

## Ingeniería civil
Las principales ventajas de los haces de empalizada para su uso en construcción están relacionadas con su ligereza, aceptable resistencia a las tracciones y precio económico (especialmente en regiones boscosas de climas templados, donde pueden obtenerse como subproducto de la tala de especies arbóreas como chopos, sauces o fresnos). Además, los modestos medios necesarios para su colocación, favorecen que también se utilicen en obras de mantenimiento periódico. Sin embargo, su incierta resistencia frente a la pudrición a medio plazo, limitan su uso a pequeñas obras de infraestructura, especialmente relacionadas con actuaciones en ámbitos rurales, como caminos locales, contención de dunas, defensa de cauces o medidas contra la erosión. 

### Caminos
Todavía en el siglo XIX, cuando una carretera tenía que atravesar un pantano y en general cuando se debía construir sobre un suelo de turba o de poca consistencia, era habitual disponer un lecho de haces de empalizada, a menos que se prefiriera recargar los terraplenes de tierra o grava a medida que se iban hundiendo. La disposición habitual consistía en colocar una primera capa de haces de empalizada transversalmente a la carretera, pero con una ligera oblicuidad aguas arriba, a continuación, se superponía una capa de grava de unos 40 o 50 cm de espesor y una segunda capa de haces cruzada con la anterior, coronada a su vez por una segunda capa de grava gruesa de unos 30 cm de espesor, sobre la que se ejecuta el firme.
En El Salvador en el año 1893 se emitió una ley de caminos en que se reglamentó la construcción de caminos que atravesaban terrenos pantanosos en su artículo 43 de la siguiente manera: "después de quitar el lodo, se formarán dos hileras de fajinas, la primera en dirección longitudinal y la segunda encima de la primera, formando ángulo recto, es decir, en dirección transversal, cubriéndose en seguida con buenos materiales y procurando construir los desagües interiormente."
Los haces de ramas tienen diferentes longitudes, desde 1,5 m a 2,5 m, y diámetros entre 20 cm y 30 cm. Los lechos de haces de leña forman una especie de rejilla ligera, flexible y permeable al agua, que distribuye el peso de la carretera en un área grande. En marismas de agua dulce se usan haces de empalizada verdes porque pueden arraigar en el relleno de tierra, reforzándolo.

### Medidas contra la erosión
En pequeñas cuencas hidrográficas, los haces de empalizada sirven para limitar el retroceso y degradación del suelo, frenando la escorrentía y favoreciendo la sedimentación del terreno en suspensión.
Los haces compuestos de dos filas de ramas de sauce, que enraízan fácilmente, dispuestas a ambos lados de los cauces, filtran los elementos de la tierra y ralentizan la escorrentía. El espacio tratado con estos haces, con el paso del tiempo, puede convertirse en superficie forestal.
Se disponen tanto haces verdes (capaces de enraizar) como secos (compuestos por ramas inertes o fibras de coco). En este último caso, pueden tratarse añadiendo semillas de especies hidrofilas o halófilas (según los casos). Se usan para proteger los bancos de tierra en lagos, ríos y marismas.

## Ingeniería militar
En el ámbito militar, los haces de empalizada han sido un recurso utilizado en emplazamientos defensivos, aunque se han empleado especialmente para salvar obstáculos como zanjas o fosos, preparados para detener el avance de las tropas. Su uso se conoce desde la época de las legiones romanas, capaces de realizar complejas obras de ingeniería utilizando los distintos recursos naturales disponibles en las zonas donde libraban sus batallas. En el caso de los haces de empalizada, se utilizaba un material abundante en muchas zonas boscosas de Europa, fácil de obtener y de manejar. No fue hasta comienzos del siglo XX, con la aparición de la guerra de trincheras y la posterior introducción de los carros de combate, cuando la técnica de los haces de empalizada desarrolló unas dimensiones desconocidas hasta entonces, como evidencian numerosas fotografías de las dos guerras mundiales, en las que se pueden ver enormes fardos de empalizada sobre carros de combate especiales, preparados para su transporte y colocación. Un desarrollo posterior de la misma idea para superar zanjas ha llevado a la utilización de grandes haces de tuberías metálicas o de PVC, capaces de soportar cargas más altas que los haces de madera.   

### En la antigüedad

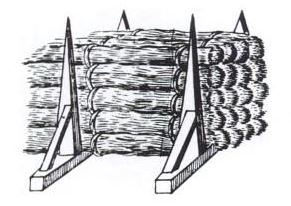
Soportes para almacenar haces de ramas (la imagen está cortada en su lado izquierdo)

Estos fardos de ramas se han usado tradiciomalmente en las defensas militares para revestir trincheras o murallas, especialmente alrededor de las baterías de artillería, o para rellenar zanjas excavadas en acciones militares anteriores. También se usaron como un medio de obstrucción visual, proporcionando cobertura para zapadores e ingenieros. Los romanos tendieron regularmente puentes militares con haces de empalizada para atravesar obstáculos. Posteriormente, fueron empleados de forma continua por los ingenieros militares dondequiera que se desplegaran ejércitos.

### Guerras Mundiales

Tanques británicos Mark V transportando haces de empalizada huecos con un armazón exterior, 1918.

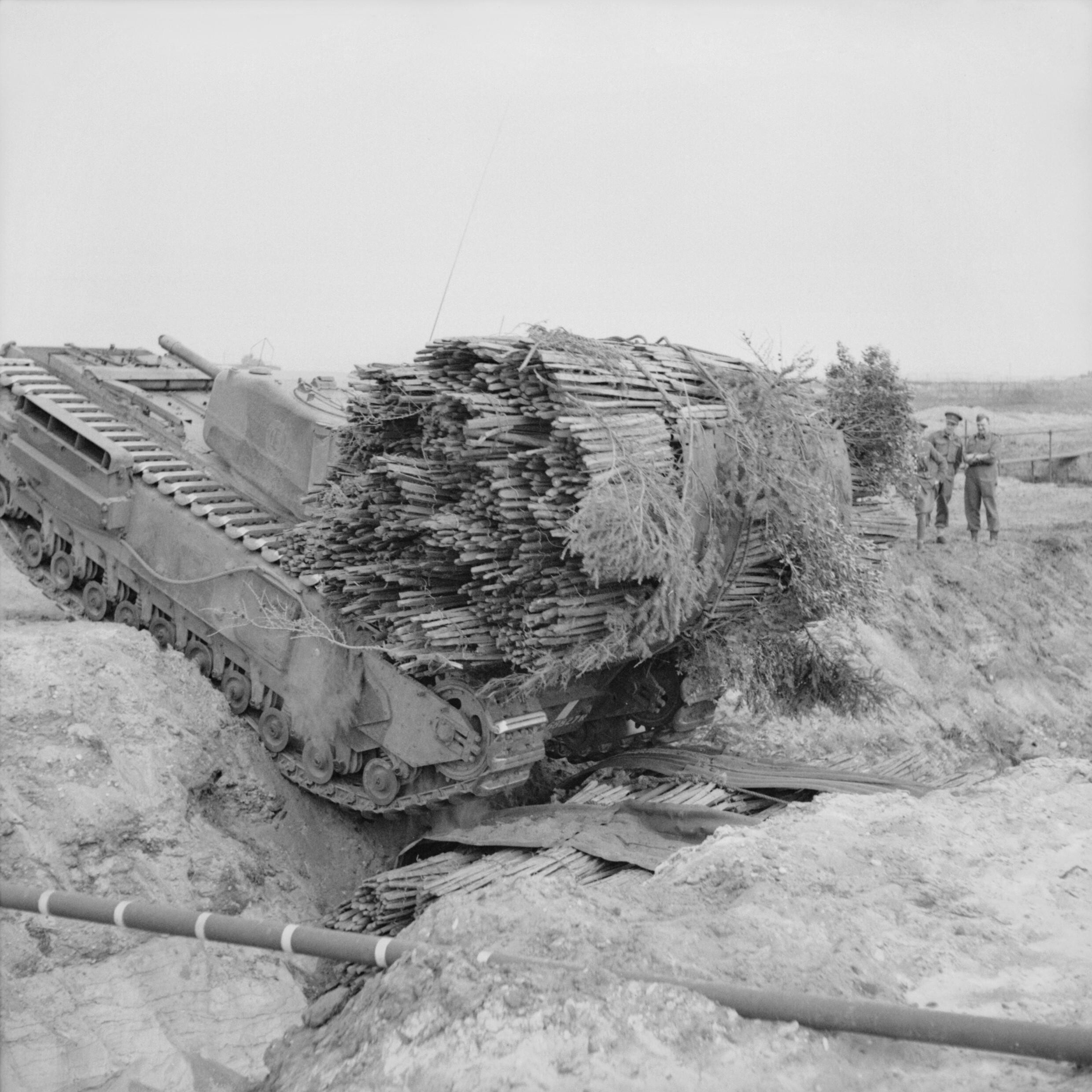
Un Churchill AVRE, transportando un haz de empalizada, cruzando una zanja sobre otro haz previamente tendido, 1943.

Los tanques de la Primera Guerra Mundial, del modelo británico Mark IV, comenzaron la práctica de llevar encima haces de empalizada, lo que les permitía atravesar trincheras que de otro modo serían un obstáculo infranqueable. Estos haces eran tradicionalmente construidos a partir de los fardos de maleza utilizados desde la época romana. Aunque estos descomunales haces eran difíciles de manejar, demostraron ser un dispositivo eficaz para cruzar zanjas, y fueron utilizados ampliamente por los tanques de la época, que pesaban unas 30 toneladas.
En la Segunda Guerra Mundial el uso de haces de empalizada continuó como un dispositivo para salvar zanjas y canales. Dentro del Ejército británico eran lanzados desde los vehículos Churchill AVRE, un derivado del tanque estándar Churchill (de 40 toneladas) diseñado de acuerdo con las necesidades del Real Cuerpo de Ingenieros.
Por su parte, el Ejército Imperial Japonés ya había preparado en 1939 el terreno de la 
batalla de Jaljin Gol, colocando haces hechos de tubos de metal a través del río Khalkha (situado entre los dominios japoneses de Manchuria y Mongolia, protectorado de la URSS). El uso de tubos huecos permitía el flujo de agua por su interior; quedando sujetas hasta casi alcanzar la superficie. De esta forma, el flujo sin obstáculos del río inicialmente ocultó a los aviones de reconocimiento soviéticos la presencia de los haces sumergidos. Si bien estos haces fueron diseñados para emplazarse por sorpresa en lugar de desplegarse en combate (por lo que no se colocaron utilizando vehículos blindados), el uso de haces de tubos huecos para salvar obstáculos fue un importante paso adelante.

### Desarrollos posteriores

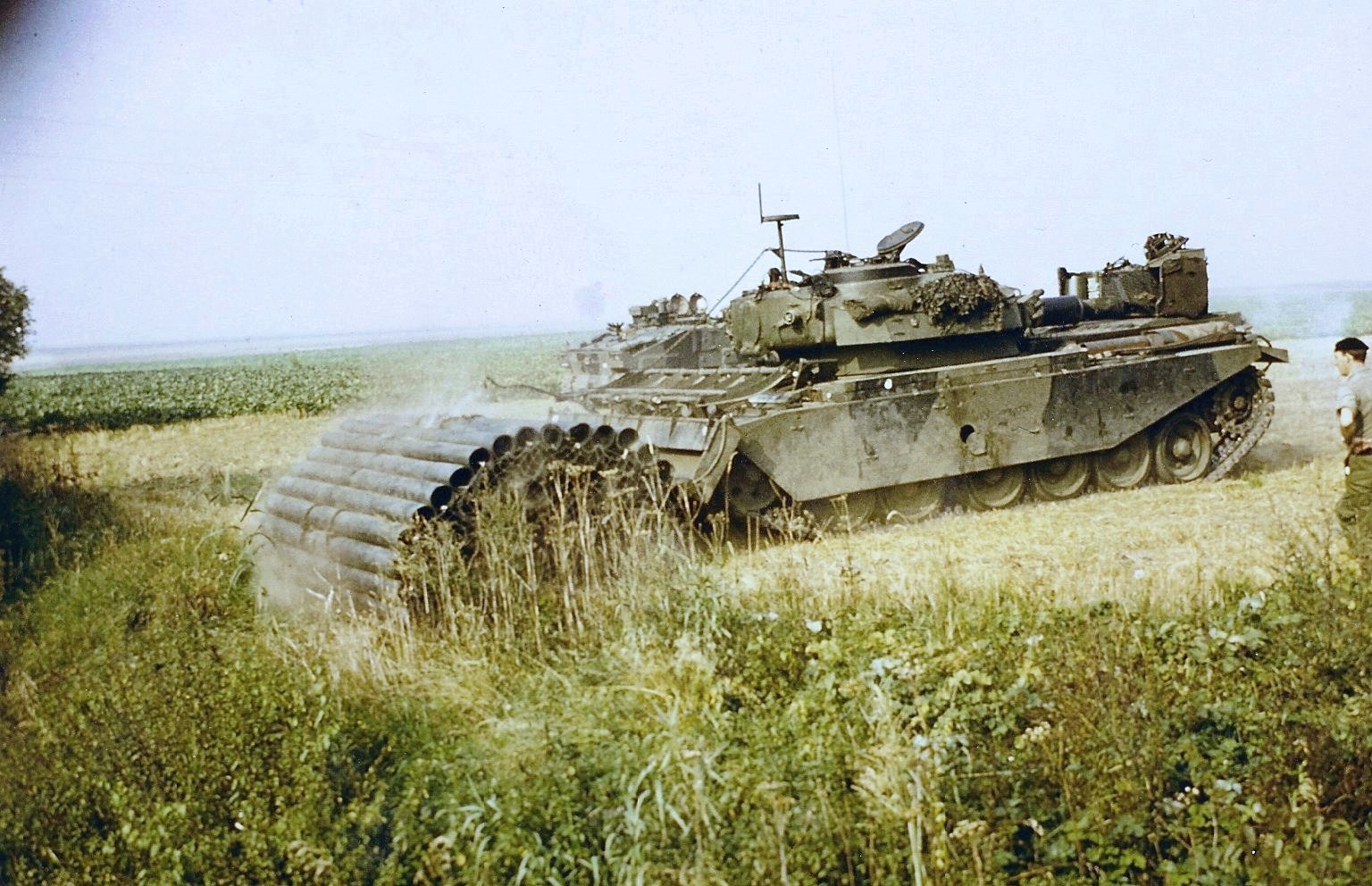
Un haz lanzado cerca de Hannover por un Centurion AVRE

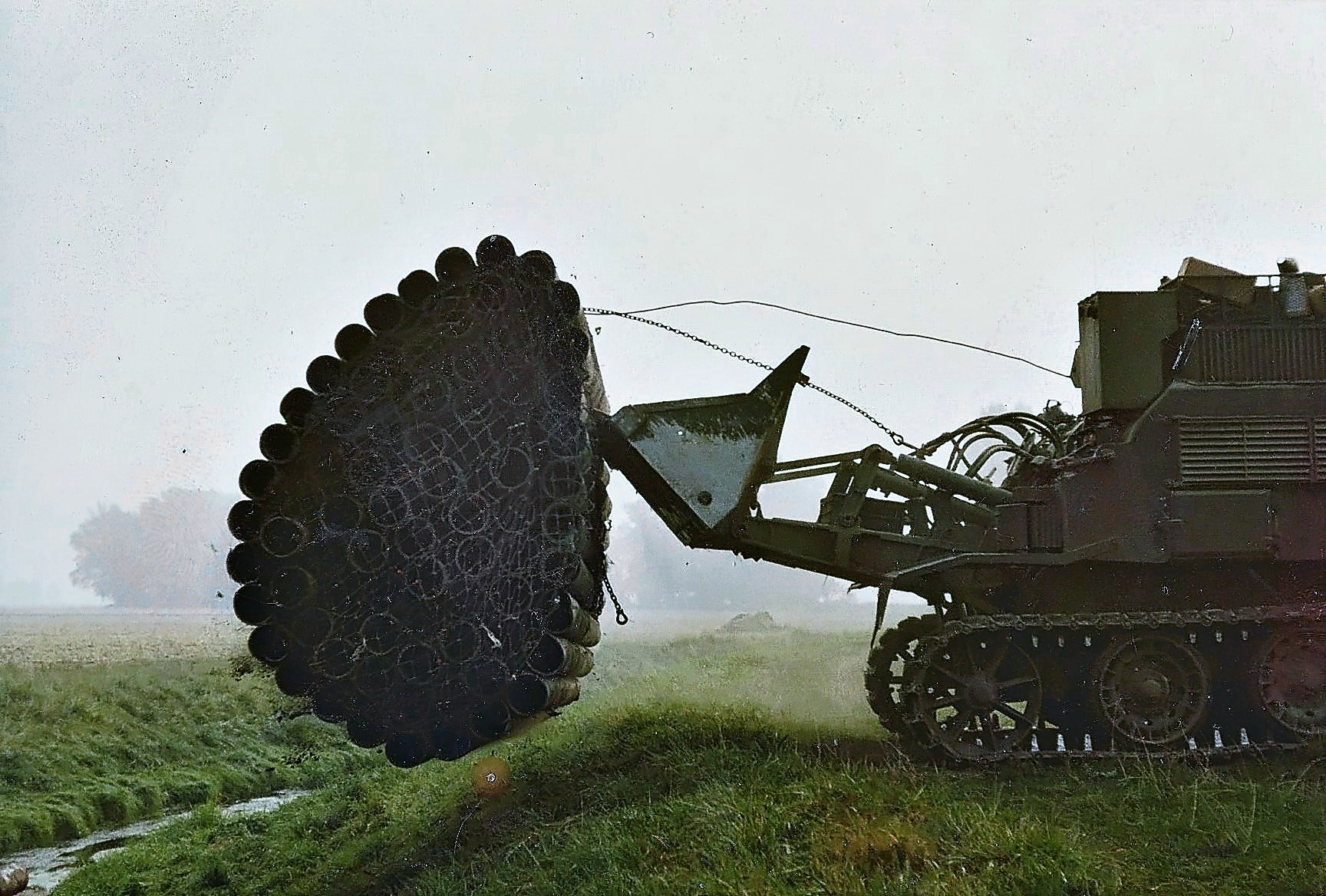
Tractor Lanzador de Combate del arma de Ingenieros

Los haces de tubos se desarrollaron aún más en el seno del Ejército Británico a principios de la década de 1980 para cumplir con los desafíos de garantizar la movilidad de las tropas en la Alemania Federal en caso de un conflicto armado de la OTAN con el Pacto de Varsovia.
La mayoría de los obstáculos que limitan la movilidad de un ejército en Alemania Occidental discurren de norte a sur, mientras que el movimiento de las fuerzas militares habría sido de este a oeste. Dentro del área de operación del ejército británico, cerca de Hannover, existe un número significativo de pequeñas lagunas, principalmente canales de drenaje, arroyos y pequeños ríos de aproximadamente entre 5 y 10 m de ancho y 1,5-2,5 m de profundidad, suficientes para detener vehículos blindados. Dado el bajo número de AVLB disponibles, se necesitaba una solución para cerrar estas brechas de manera rápida y económica bajo el potencial fuego enemigo. En guerras anteriores, se habían utilizado haces de madera, pero ya no eran efectivos para usarse con los vehículos modernos mucho más pesados, algunos de los cuales pesaban hasta 70 toneladas.
El Ejército Británico hizo pruebas iniciales sobre el posible uso de tubos de plástico de alta densidad de 9 pulgadas unidos con cadenas. Este sistema permitiría mantener el flujo de agua y los tubos no se dañarían con el mayor peso de los vehículos modernos. El teniente Chris Roebuck y su tropa continuaron su desarrollo, incluyendo la técnica de lanzamiento: acercarse a la brecha objetivo a cierta velocidad, alinearse con los marcadores de alineación/lanzamiento, pasar por encima del primer marcador, luego frenar bruscamente en el segundo punto marcado y disparar los pernos explosivos que sostienen los cordones de transporte para que el haz, por inercia, llegase directamente al centro de la brecha. Cuando el haz está en posición, se sitúan encima para nivelar la superficie de la carretera, permitiendo que otros vehículos la crucen. Todo este proceso lleva menos de 1 minuto, esencial para una acción de asalto posiblemente bajo fuego enemigo.
Este sistema se aceptó posteriormente como parte del equipo en servicio y se utilizó con éxito en una serie de funciones operativas y no operativas sobre el Centurion AVRE, un derivado de tanque Centurion con una pala excavadora y un cañón de demolición de 165 mm instalados. Fue utilizado en combate por primera vez durante la Guerra del Golfo para abrir el paso a través de zanjas antitanque. El ejército británico ahora usa el Trojan, basado en el tanque Challenger 2, para transportar y desplegar haces de tuberías.